# 安德烈·弗朗索瓦-龐賽
安德烈·弗朗索瓦-龐賽（法語：André François-Poncet，1887年6月13日—1978年1月8日），法蘭西第三共和國時期政治家、外交家和法蘭西學院院士，曾擔任法國駐德大使和駐義大利大使。他在大使任期期間親自見證了希特勒的崛起和納粹德國積極備戰的情況。

## 早年
安德烈·弗朗索瓦-龐賽出生於塞納-馬恩省的普羅萬，是巴黎地方法院顧問的兒子。作為一位才華洋溢的學生，他先後就讀卡諾中學、斯坦尼斯學院和亨利四世中學等最富盛名的學校，最後，他成功錄取巴黎政治學院，專門是新聞和德國研究。當時他寫了一本書描述自己在戰前德國幾次旅行的見聞。
第一次世界大戰爆發後他參軍入伍擔任步兵中尉，1917年因為受傷被調往法國駐瑞士大使館作新聞專員。戰後，法國總統龐加萊任命他負責蒐集德國魯爾區的經濟情報和訊息。
1924年他代表中間偏右的民主共和聯盟當選國民議會參議員，1928年再度連任。1931年，駐德大使馬士理退休，他被任命為新任大使。

## 大使任期
弗朗索瓦-龐賽在大使任期間經歷了希特勒和納粹黨的上台和對德國的逐步掌控。1934年長刀之夜事件爆發時他無意間被牽連，因為有人曾看到他在晚宴上跟恩斯特·羅姆和庫爾特·馮·施萊謝爾談話，但後續並未有下文。
1936年3月德國重新佔領萊茵區之後，他觀察到越來越多戰爭的前兆並向國內政府發出多次警告德國重新武裝的威脅，但法國政府普遍沒有聽從大使關於希特勒的意圖的諸多忠告。美國記者威廉·夏伊勒曾在著作中形容他是最好的駐柏林大使。
1938年慕尼黑會議後，弗朗索瓦-龐賽在鷹巢向希特勒辭別，然後調任法國駐義大利大使，直到1940年義大利對法國宣戰為止。
二戰德國佔領法國時期，他被蓋世太保逮捕並監禁在德國伊特爾堡將近三年。

## 戰後
1949年，他被任命為法國駐西德的高級專員，後來升格為第一任駐波昂大使。弗朗索瓦-龐賽繼續在該處任職直到1955年。1952年，他取代貝當元帥的席位成為法蘭西學院院士，之後又榮獲榮譽軍團大十字勳位的殊榮。
他偶爾會撰寫文章投稿法國費加洛報，也寫過許多以德國為主題的書籍，反映出他終身對德國的興趣。其自傳《一個法國大使在柏林：1931-1938》1946年在法國出版。
他的兒子讓·弗朗索瓦-龐賽同樣是政治家與外交家，當過季斯卡政府的外交部長。